# 科学怪人之家 (1944年电影)

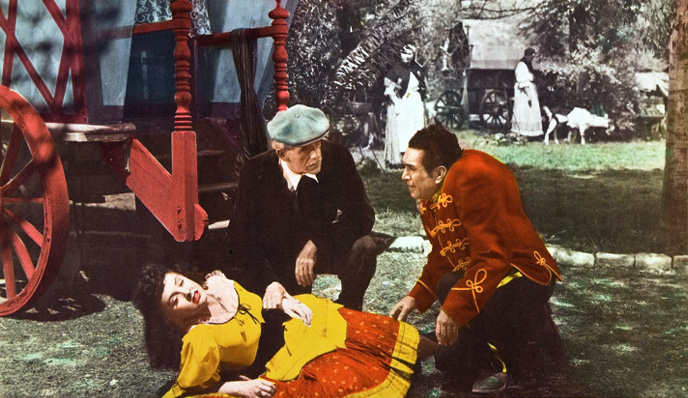

《科学怪人之家》（英語：House of Frankenstein），又译作《弗兰肯斯坦的房子》，是美国的一部恐怖片，由环球影业于1944年发行。《科学怪人之家》是前一年《科学怪人大战狼人》的续集，也是之后一年《德莱库拉的房子》和1948年的喜剧《两傻大战科学怪人》的续集，由厄尔·C.肯顿导演，卡洛夫等参与演出。

## 情节
涅曼博士和他的助手丹尼尔在从疯人院逃出后，他们将德古拉解除封印。德古拉为了报答，杀害了对他们有威胁的人。之后回到了冰封有怪物和狼人的城堡。